# Lac de Chalet Clou
Le lac de Chalet Clou est un lac de France situé dans les Alpes, dans le département de la Savoie. 
Il se trouve dans la vallée de la Tarentaise, au sud de Pralognan-la-Vanoise, à proximité immédiate du parc national de la Vanoise qui s'étend à l'est, à 2 168 mètres d'altitude, sous le Pommier Blanc (2 514 m) à l'est et le roc du Blanchon (2 747 m) au sud-est. En aval à l'ouest s'écoule le Doron de Pralognan, affluent du Rhône via le Doron de Bozel et l'Isère.
Il est accessible en période estivale en randonnée pédestre via le Tour des Glaciers de la Vanoise depuis le secteur du refuge du Roc de la Pêche au sud-ouest ou depuis le secteur du col et du refuge de la Valette au nord-est.